# Pattino in linea
Il pattino in linea è l'evoluzione del pattino, detto "quad", usato per giocare ad hockey e per il pattinaggio artistico, il suo primo nome fu Rollerblade.

## Storia
L'invenzione e la creazione del pattino con 4 ruote in linea "rollerblade" nacque da un'idea di due ragazzi del Minnesota nel 1980, giocavano ad Hockey sul ghiaccio ed avendo bisogno di allenarsi anche d'estate smontarono un pattino per ghiaccio, usando come carrello la lama ed inserendo al suo interno quattro ruote.

## Marche di pattini in linea

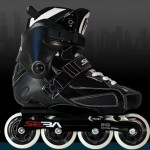
Pattini in Linea

Le aziende più conosciute che producono pattini in linea sono :
- Rollerblade
- Roces
- Fila
- SEBA
- Powerslide
- ROXA